# Acanthobasidium phragmitis
Acanthobasidium phragmitis är en svampart som beskrevs av Boidin, Lanq., Cand., Gilles & Hugueney 1986. Acanthobasidium phragmitis ingår i släktet Acanthobasidium och familjen Stereaceae.   Inga underarter finns listade i Catalogue of Life.